# 彰銀詐貸案
彰銀詐貸案，為2012年12月至2014年10月在台灣發生的經濟犯罪事件，亦為2017年彰化銀行發生內控管理出現問題的第二起事件。

## 事件經過
2012年12月至2014年10月間，在台北市聖豐地政士事務所工作的地政士林利華，中信地政士事務所工作的地政士蔡秀雁，被指控透過不實的委託人薪資清單、虛增薪資所得或提高不動產交易價格等手法，陸續詐領彰銀接近2億。
彰銀2014年發覺房貸戶未正常繳息，銀行進行催繳才發現，房貸戶提供的所得清單等資料有虛偽情況，彰銀通報金管會，同時向檢調告發。
台北地檢署2017年5月9日調動北部機動站，兵分15路搜索，並約談林姓、蔡姓等25人，以串證逃亡之虞放法院聲押，而林姓、蔡姓地政士分別以5萬元、10萬元交保。

## 官方態度
金管會表示，由於這些案子都有擔保品，並且座落於都會區，評估彰銀損失有限。由於此案為彰銀主動通報，因此金管會決定不開罰。